# Lila Leslie
Lila Leslie (1 de enero de 1890 – 8 de septiembre de 1940) fue una actriz cinematográfica de origen escocés, cuya carrera desarrolló en los Estados Unidos en la época del cine mudo.

## Biografía
Nacida en Glasgow, Escocia, actuó en 71 filmes entre los años 1913 y 1933. Fue una de las actrices más destacadas de la productora Lubin Manufacturing Company, siendo dirigida muy a menudo por su marido, el cineasta Joseph W. Smiley, con el que se había casado en 1914.
Conocida también por los nombres de Lilie Leslie y Lillie Leslie, falleció en Los Ángeles, California, en 1940, a los 50 años de edad.

## Filmografía completa
- The Third Degree, de Barry O'Neil (1913)
- The Lion and the Mouse, de Barry O'Neil (1914)
- The Daughters of Men, de George Terwilliger (1914)
- The Gamblers, de George Terwilliger (1914)
- A Leaf from the Past, de Lloyd Carleton (1914)
- The Changeling, de George Terwilliger (1914)
- As We Forgive Those, de Joseph W. Smiley (1914)
- The Triumph of Right (1914)
- Marah, the Pythoness, de Joseph W. Smiley (1914)
- The Bond of Womanhood, de Joseph W. Smiley (1914)
- The Spy's Fate, de Joseph W. Smiley (1914)
- The Sorceress, de Joseph W. Smiley (1914)
- Was His Decision Right? (1914)
- The Grip of the Past, de Joseph W. Smiley (1914)
- The Bomb, de Joseph W. Smiley (1914)
- A Clean Slate, de Norbert Lusk (1915)
- A War Baby, de Barry O'Neil (1915)
- Baseball and Trouble (1915)
- In Her Mother's Footsteps, de Joseph W. Smiley (1915)
- The Love of Women, de Joseph W. Smiley (1915)
- Siren of Corsica, de Joseph W. Smiley (1915)
- A Tragedy of the Hills, de Romaine Fielding (1915)
- The White Mask, de Joseph W. Smiley (1915)
- Rated at $10,000,000, de Joseph W. Smiley (1915)
- A Delayed Reformation, de Shannon Fife (1915)
- The Gray Horror, de Joseph W. Smiley (1915)
- Nobody Would Believe, de Joseph W. Smiley (1915)
- The Inventor's Peril, de Joseph W. Smiley (1915)
- Her Answer (1915)
- Whom the Gods Would Destroy, de Joseph W. Smiley (1915)
- The Witness
- Romance as a Remedy, de Joseph W. Smiley (1915)
- Voices from the Past
- The Steadfast, de Joseph W. Smiley (1915)
- A Woman Reclaimed, de Joseph W. Smiley (1915)
- The Meddlesome Darling, de Joseph W. Smiley (1915)
- The Warning, de Edmund Lawrence (1915)
- The Other Sister, de Joseph W. Smiley (1915)
- The Fortunate Youth, de Joseph Smiley (1916)
- A Modern Thelma, de John G. Adolfi (1916)
- The Silent Woman, de Herbert Blaché (1918)
- Johnny-on-the-Spot
- Satan Junior
- The Man Who Stayed at Home, de Herbert Blaché (1919)
- A Little Brother of the Rich, de Lynn Reynolds (1919)
- Molly and I
- The Butterfly Man, de Louis J. Gasnier y Ida May Park (1920)
- Number 99
- Love's Harvest
- The Best of Luck
- Blue Streak McCoy, de B. Reeves Eason (1920)
- Would You Forgive?
- Keeping Up with Lizzie
- A Guilty Conscience, de David Smith (1921)
- The Son of Wallingford, de George Randolph Chester y Lillian Christy Chester (1921)
- Any Night
- Bluebeard, Jr.
- Gay and Devilish
- The Men of Zanzibar
- Caesar's Ghost
- Young Ideas, de Reggie Morris (1922)
- A Front Page Story
- The Hottentot
- What Wives Want
- The Huntress
- Skylarking
- Black and Blue, de Harold Beaudine (1923)
- Call the Wagon
- Why Men Leave Home
- Reno or Bust
- Dandy Lions, de Archie Mayo (1924)
- Grandpa's Girl
- Being Respectable
- Savage Love
- Things Wives Tell
- Skinner's Dress Suit, de William A. Seiter (1926)
- Forever After, de F. Harmon Weight (1926)
- Home Sweet Home, de John Gorman (1926)
- The First Night, de Richard Thorpe (1927)
- Getting Gertie's Garter
- Secret Studio
- Kid Tricks
- No Fare
- Navy Beans
- Papa Spank
- Helter Skelter, de Charles Lamont (1929)
- What's to Do?